# Charles R. Alcock
Charles Roger Alcock (ur. 15 czerwca 1951 w Windsorze) – angielsko-nowozelandzki astronom pracujący w Stanach Zjednoczonych, od 2004 roku dyrektor Harvard-Smithsonian Center for Astrophysics w  Cambridge (Massachusetts).

## Życiorys
Alcock uczył się w Westlake Boys High School w North Shore (Auckland) w latach 1965–1968. Ukończył Auckland University w 1972 roku. Po studiach doktoranckich w California Institute of Technology uzyskał tamże doktorat w 1977 roku. W drugiej połowie lat 70. przebywał na stypendium m.in. w Centrum Astronomicznym im. Mikołaja Kopernika PAN, gdzie współpracował m.in. z Bohdanem Paczyńskim. W latach 1977–1981 pracował w Institute for Advanced Study w Princeton, a następnie jako associate professor fizyki w Massachusetts Institute of Technology w latach 1981–1986, po czym został dyrektorem Institute of Geophysics and Planetary Physics w Lawrence Livermore National Laboratory, piastując to stanowisko w latach 1986–2000. W okresie 2001–2004 pracował na stanowisku Reese W. Flower Professor of Astronomy na Uniwersytecie Pensylwanii.
W sierpniu 2004 roku został dyrektorem Harvard-Smithsonian Center for Astrophysics, gdzie zarządza budżetem federalnym wysokości 111 milionów dolarów i kieruje pracą ponad 540 osób zatrudnionych w Smithsonian Astrophysical Observatory i 130 pracowników Harvard College Observatory.

## Zainteresowania
Alcock interesuje się masywnymi zwartymi obiektami w halo, kometami i planetoidami. Jest autorem znaczących prac opisujących rolę ciemnej materii w halo Drogi Mlecznej. Jest również szefem projektu (principal investigator) Taiwanese-American Occultation Survey mającego na celu określenie wielkości populacji obiektów znajdujących się w pasie Kuipera.

## Nagrody i członkostwa
- Alfred P. Sloan Research Fellowship, 1983
- R&D 100 Award, 1993
- E.O. Lawrence Award for Physics, 1996[4]
- University of California Regents’ Lecturer, 1998–1999
- Beatrice M. Tinsley Prize, 2000[1]

Charles R. Alcock w 2001 roku został członkiem National Academy of Sciences. W 2006 roku został członkiem American Academy of Arts and Sciences.

## Życie prywatne
Charles R. Alcock w latach 70. był mężem Anny Żytkow.